# 明辛根
明辛根（德語：Münsingen，發音：[ˈmʏnzɪŋən] ⓘ）是瑞士伯恩州的一个市镇，位於該國中部伯恩和圖恩之間的阿勒河東岸，总面积15.75平方千米，2018年12月31日总人口为12,724人。